# Martha Nussbaum
Martha Nussbaum z domu Craven (ur. 6 maja 1947 w Nowym Jorku) – amerykańska filozofka, zajmująca się m.in. etyką.

## Życiorys
Po szkole uczęszczała do Wellesley College. Studiowała filologię klasyczną i nauki teatralne na Uniwersytecie Nowojorskim. Udzielała się artystycznie, zagrała w spektaklach teatralnych. Studia kontynuowała na Uniwersytecie Harvarda. 
W 1975 roku otrzymała stopień doktora filozofii na podstawie pracy poświęconej Arystotelesowi, obronionej pod kierunkiem profesora G.E.L. Owena.
Pracowała w Harvardzie na stanowisku asystenta profesora. W 1985 roku otrzymała nominację Brown University na profesora filozofii, filologii starożytnej i nauk o literaturze. Wydała wówczas swoją pierwszą książkę poświęconą etyce: The Fragility of Goodness. Od połowy lat 80. angażowała się w prace organizacji międzynarodowych. Interesowała się opracowaniem wskaźnika rozwoju społecznego. Na początku lat 90. opublikowała Aristotelian Social Democracy, The Quality of Life oraz Woman, Culture and Development. W roku 1990 otrzymała nagrodę Brandeis Creative Arts Award.
W 1995 roku przeniosła się do Chicago, gdzie zaproponowano jej stanowisko profesor prawa i etyki na University of Chicago. Zajmuje się zjawiskami dyskryminacji, seksualności, praw człowieka i ludzkiej godności, a także roli religii. Jest jedną z autorek teorii sprawiedliwości określanej jako perspektywa zdolności. Sformułowała listę dziesięciu podstawowych ludzkich zdolności, w tym życia, zdrowia fizycznego, integralności cielesnej, emocji oraz relaksu. Podkreślała rolę edukacji humanistycznej w globalnym, technokratycznym świecie. W wywiadzie dla „Gazety Wyborczej” z czerwca 2008 roku użyła znamiennego twierdzenia: Tradycja to dyktatura starców. Jest członkiem wielu towarzystw naukowych i organizacji społecznych.
W 2016 została nagrodzona Nagrodą Kioto w dziedzinie sztuki i filozofii, a w 2021 Nagrodą Holberga.

## Rodzina i życie prywatne
Jest córką George’a Cravena, adwokata, oraz Betty Warren, architekt. Wyszła za Alana J. Nussbauma, filologa klasycznego i językoznawcę. Przeszła na judaizm. Urodziła córkę Rachelę. Małżeństwo rozpadło się w 1987 roku.